# 茅箭区
茅箭区（ほうぜん-く）は中華人民共和国湖北省十堰市に位置する市轄区。

## 行政区画
- 街道:武当路街道、二堰街道、五堰街道、白浪街道
- 鎮:大川鎮
- 郷:茅塔郷、鴛鴦郷